# Sarayan
Sarāyān, (farsi, سرایان) è il capoluogo dello shahrestān di Sarayan, circoscrizione Centrale, nella provincia del Khorasan meridionale. Aveva, nel 2006, una popolazione di 11.098 abitanti.